# Sas van Boezinge

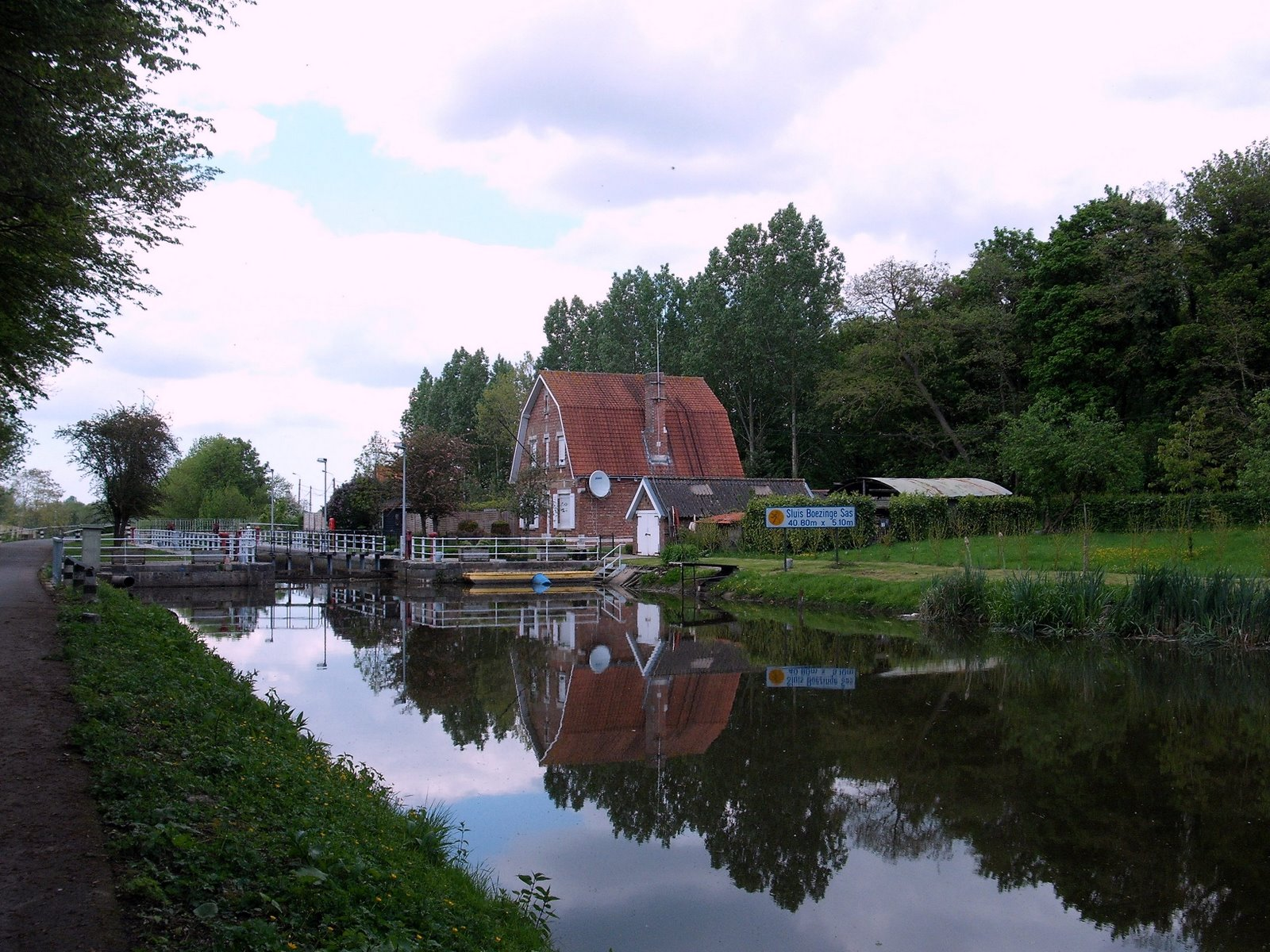
Sas van Boezinge

De Sas van Boezinge is een historisch sluizencomplex met verdedigingswerk, gelegen in de tot de West-Vlaamse gemeente Ieper behorende plaats Boezinge, nabij de Sasstraat.

## Geschiedenis
De Ieperlee, feitelijk een gekanaliseerde waterloop, werd tussen 1636 en 1641 verbreed tot een kanaal van 30 meter breedte. Bij Boezinge lag een serie van vier overtomen om de schepen in Ieper te krijgen. Nu werd dit vervangen door een sluizencomplex, gelegen tussen Boezinge en het gehucht Steenstrate, waarmee een hoogteverschil van 5½ meter kon worden overbrugd. Dit maakte het mogelijk om ook grotere schepen toe te laten. De sluizen werden ontworpen door Bartholomeus de Buck en waren in hun tijd uiterst modern. Ze bevatten een hoog- en een laagwaterreservoir, waarmee een deel van het voor het schutten benodigde water kon worden opgevangen en herbruikt. Dit was nodig omdat er in de zomer vaak gebrek aan water was.
De sluis had een belangrijke militaire waarde, want hij diende de bevoorrading van de vesting Ieper. Vanaf 1695 ontwierp Vauban een linie, waarvan sluizen en dergelijke deel uitmaakten. De sluis werd versterkt met een ravelijn en een aarden hoornwerk. In latere jaren werd een en ander versteend. Middels het Verdrag van Utrecht moest de linie worden ontmanteld, maar het hoornwerk en de verdedigingswal langs het kanaal bleven gespaard.
Het sas werd verwoest tijdens de Eerste Wereldoorlog. Hierna werd voorzien in twee sluizen: één op de plaats van het sas en één in de kom van Boezinge. Bij de bouw van de sluis ter plaatse van het oude sas werd de oorspronkelijke basisconstructie aangehouden, maar de aanwezige Atrechtse zandsteen werd verwijderd en gebruikt voor de herbouw van de Lakenhalle van Ieper. Deze zandsteen werd vervangen door beton.